# Тернопільський центральний універмаг
Тернопільський центральний універмаг — пам'ятка архітектури місцевого значення. Розташований у центрі м. Тернополя на бульварі Тараса Шевченка, 12, на розі вул. Руської. Збудований у 1957—1959 роках на місці зруйнованого «совітами» Парафіяльного костелу РКЦ.

## Будівля

Будівля універмагу є пам'яткою архітектури місцевого значення, охоронний номер 2030.
У 2001—2003 роках приміщення реконструйовано, розширено торговельні зали. У закладі — широкий асортимент продовольчих і промислових товарів, надаються додаткові послуги.

## Комерція
Закрите акціонерне товариство, функціонує від 1958 року. Загальна площа — 5856 м²; 96 відділів.
Голова правління — Володимир Фостик.